# Rubeosaurus
Rubeosaurus – wyróżniany przez część autorów rodzaj ceratopsów z rodziny Ceratopsidae i podrodziny Centrosaurinae, żyjących w późnej kredzie (późny kampan, 75-74 mln lat temu) na obszarze dzisiejszej Ameryki Północnej. Obejmuje jeden gatunek, R. ovatus, który został opisany w 1930 roku przez Charlesa Gilmore'a pod nazwą Styracosaurus ovatus na podstawie skamieniałości pochodzących z montańskiej formacji Two Medicine. Holotyp obejmuje część kości ciemieniowej kryzy (USNM 11869). Do gatunku tego przypisywane są również dwa inne okazy: niekompletną czaszkę dorosłego osobnika oznaczoną MOR 492, obejmującą złączone niekompletne kości nosowe, fragment lewej kości przedszczękowej i zaoczodołowej, proksymalną część pośrodkowej przegrody ciemieniowej oraz prawą boczną przegrodę ciemieniową, oraz USNM 14765 – szkielet młodego osobnika, wcześniej przypisywany do gatunku Brachyceratops montanensis, obejmujący niekompletną czaszkę i kręgi tułowiowe, żebra, łopatkę, kości udowe i dwa paliczki.
Rubeosaurus miał na kryzie jedną lub dwie pary dużych kolców. Kolce wewnętrznej, przyśrodkowej pary zakrzywiają się ku sobie, zamiast oddalać się na boki, jak to miało miejsce u styrakozaura; kolce drugiej pary u różnych osobników przybierały bądź formę długiego kolca, jak u dorosłych styrakozaurów, lub jedynie krótkiego kolca jak u niektórych osobników z rodzaju Einiosaurus. Okaz holotypowy R. ovatus miał jeszcze trzecią parę krótkich kolców, nie miał jej natomiast drugi znany okaz należący do tego gatunku (patrz niżej). Kolce R. ovatus były krótsze niż u S. albertensis, najdłuższy mierzył bowiem u okazu holotypowego 295 mm, a u drugiego znanego okazu – 327 mm. Badania czaszki przeprowadzone przez Michaela Ryana, Roberta Holmesa i Anthony'ego Russella (2007) potwierdziły, że różnice w budowie czaszek S. albertensis i S. ovatus są na tyle istotne, że uzasadniają uznanie ich co najmniej za odrębne gatunki w obrębie rodzaju Styracosaurus; autorzy dopuszczali też możliwość, że S. ovatus może być dorosłym przedstawicielem rodzaju Brachyceratops lub reprezentować odrębny rodzaj. Dodatkowy materiał kopalny S. ovatus (MOR 492) został opisany w 2010 roku przez Andrew McDonalda i Johna Hornera; przeprowadzona przez autorów analiza kladystyczna wykazała, że gatunek ten nie jest blisko spokrewniony z S. albertensis, lecz jest taksonem siostrzanym do rodzaju Einiosaurus. McDonald i Horner zaliczyli ten gatunek do odrębnego rodzaju nazwanego przez nich Rubeosaurus. W 2011 roku McDonald uznał, że USNM 14765 reprezentuje R. ovatus, a nie Brachyceratops, co zapewniło większą ilość informacji dotyczących tego gatunku, w tym pierwsze dotyczące szkieletu pozaczaszkowego. Według analizy przeprowadzonej przez autora R. ovatus jest taksonem siostrzanym dla kladu obejmującego rodzaje Einiosaurus, Achelousaurus i Pachyrhinosaurus. Z późniejszych analiz filogenetycznych wynika jednak, że Rubeosaurus ovatus jest taksonem siostrzanym gatunku Styracosaurus albertensis.
Badania Holmesa i współpracowników (2020) nad czaszkami Styracosaurus albertensis doprowadziły autorów do wniosku, że wskazywane w literaturze różnice anatomiczne pomiędzy S. albertensis a R. ovatus w rzeczywistości mieszczą się w granicach zmienności wewnątrzgatunkowej S. albertensis. Na tej podstawie autorzy uznali R. ovatus za młodszy synonim S. albertensis. Natomiast Wilson, Ryan i Evans (2020) w wyniku rewizji materiału kopalnego przypisywanego R. ovatus stwierdzili, że za skamieniałość przedstawiciela tego gatunku można uznać tylko okaz holotypowy USNM 11869; okaz MOR 492 został przez tych autorów ustanowiony holotypem odrębnego gatunku Stellasaurus ancellae. W ocenie Wilsona, Ryana i Evansa (2020) anatomia samego okazu holotypowego USNM 11869 nie uzasadnia wyróżniania odrębnego rodzaju Rubeosaurus; autorzy przenieśli gatunek R. ovatus do rodzaju Styracosaurus, utrzymując go jednak jako odrębny gatunek w obrębie tego rodzaju.